# Блантер, Матвей Исаакович
Матве́й Исаа́кович Бла́нтер (28 января [10 февраля] 1903, Почеп, Мглинский уезд, Черниговская губерния, Российская империя — 27 сентября 1990, Москва, СССР) — советский композитор. Герой Социалистического Труда (1983). Народный артист СССР (1975). Лауреат Сталинской премии второй степени (1946).

## Биография
Матвей Исаакович Блантер родился 28 января (10 февраля) 1903 год в Почепе в еврейской семье, в которой было четверо детей. Родители: отец — купец Исаак Борисович Блантер (ум. 1924), мать — актриса Татьяна Евгеньевна Вовси, родственница С. М. Михоэлса и М. С. Вовси. Исаак Борисович имел на станции Унеча стружечный завод и керосиновые склады, занимался зерноторговлей.
Ещё до Первой мировой войны семья переселилась в Курск, где Матвей обучался в реальном училище, пел в хоре, участвовал в оркестре драматического театра.
В 1915—1917 годах учился в Курском музыкальном училище (ныне Детская школа искусств № 1 им. Г. В. Свиридова) по классам фортепиано у А. Даугуля и скрипки у А. Егудкина. Весной 1917 года уехал в Москву, где в 1917—1919 годах учился в Музыкально-драматическом училище Московского филармонического общества (ныне Российский университет театрального искусства — ГИТИС) по классу скрипки у А. Я. Могилевского, по теории музыки у Н. С. Потоловского и Н. Р. Кочетова. Занимался композицией у Г. Э. Конюса (1920—1921).
В 1920—1921 годах — заведующий музыкальной частью, театральный композитор эстрадно-артистической студии «Мастерская H. M. Форрегера» («Мастфор») в Москве, в 1926—1927 — заведующий музыкальной частью Ленинградского театра Сатиры (ныне Санкт-Петербургский академический театр комедии им. Н. П. Акимова), в 1928—1929 — Театра обозрений Дома печати (Москва), в 1930—1931 — агитбригады в Магнитогорске (ныне Магнитогорский драматический театр им. А. С. Пушкина), в 1932 — Передвижного театра журнала «Крокодил», в 1932—1933 — Горьковского театра миниатюр. С 1936 года — художественный руководитель Государственного джаз-оркестра СССР.
Первые его произведения написаны в стиле лёгкой танцевальной музыки (в том числе знаменитый фокстрот «Джон Грей», сочинённый в 1923 году). Его шлягеры инсценировались в кабаре «Балаганчик» в Петрограде (1922) с участием Р. Зелёной («Домик в Батавии»), в «Павлиньем хвосте» в Москве (1923) иронический «жестокий» романс «Кожаный ремень» («Он был апаш, она апашка») исполняли в будущем известные драматические артисты В. О. Топорков и Л. Колумбова. В 1930-х годах его стиль меняется, музыку можно отнести к соцреализму. Работая в Магнитогорском театре, он пишет «Песню о Магнитогорске» и «Мальчишку шлёпнули в Иркутске», появились суровая баллада «Партизан Железняк» и «Песня о Щорсе». Песни сразу же вошли в репертуар Л. О. Утёсова, Л. А. Руслановой. Русланова одна из первых спела шедевр Блантера, знаменитую «Катюшу» (1938, сл. М. В. Исаковского).
Органическое взаимопроникновение героики и лирики получает развитие в песнях военных лет. Одна из первых «До свиданья, города и хаты» (ст. М. В. Исаковского) написана 23 июня 1941, с ней уходили на фронт новобранцы. На фронте и в тылу, наряду с довоенной «Катюшей», звучали песни Блантера: «Моя любимая» (ст. Е. А. Долматовского, 1942), «Огонёк», «В лесу прифронтовом» (обе на ст. М. В. Исаковского,1943), «Как служил солдат», «Песня военных корреспондентов» (обе на ст. К. М. Симонова,1944), «Под звёздами балканскими» (ст. М. В. Исаковского, 1944) и многие другие (всего около 50 песен в годы Великой Отечественной войны). 
1 мая 1945 года присутствовал при переговорах генерала РККА Василия Чуйкова и генерала Вермхата Ганса Кребса, во время которых впервые стало известно о самоубийстве Адольфа Гитлера.
В 1945 году написал «Враги сожгли родную хату» (ст. М. В. Исаковского), исполненную на эстраде через 15 лет Марком Бернесом (1960). «Лучше нету того цвету» (1946), «Летят перелётные птицы» (1949) (обе на ст. М. В. Исаковского), «В городском саду» (1947) (ст. А. И. Фатьянова), «Присядем, друзья, перед дальней дорогой» (1962) (ст. В. А. Дыховичного и М. Слободского, стала любимой песней космонавтов), «Черноглазая казачка» (1966) (ст. И. Л. Сельвинского), цикл песен-размышлений на стихи Б. Ш. Окуджавы (1967) и многие другие получили известность в послевоенные годы. Являлся автором гимна Группы Советских войск в Германии.
Продолжал сотрудничать с эстрадными театрами: для театра миниатюр под упр. А. И. Райкина написал песенки к спектаклю «Времена года» (1956); для Московского мюзик-холла — музыку к спектаклям «Москва — Венера, далее везде» (1961), «Тик-так, тик-так…» (1963).
Активно занимался творчеством до 1975 года.
Матвей Блантер — крупнейший советский композитор-песенник. Всего был автором более чем 200 песен, сюиты для голоса с оркестром, оперетт, музыки к спектаклям, кинофильмам, радиопостановкам. Для всех его песен характерны импульсивность, открытость, чувство юмора, оптимизм. Мелодии композитора яркие, очень индивидуальные, легко запоминающиеся. В своём мелодическом творчестве наследует традиции М. И. Глинки, П. И. Чайковского.
Член Союза композиторов СССР.
Член Антисионистского комитета советской общественности.
Умер 27 сентября 1990 года в Москве. Похоронен на Новодевичьем кладбище (участок № 10).

## Память
Музыка Блантера вошла в золотой фонд советской культуры. Его песни исполняли Леонид Утёсов, Владимир Бунчиков, Владимир Нечаев, Георгий Виноградов, Сергей Лемешев, Иосиф Кобзон, Юрий Богатиков, Лидия Русланова, Марк Бернес, Леонид Харитонов, Булат Окуджава, Елена Образцова, Ансамбль песни и пляски Российской армии имени А. В. Александрова.
Лирическая песня «Катюша», написанная на стихи М. В. Исаковского в 1938 году, стала народной и одним из символов Великой Отечественной войны. В последующем мелодия «Катюши» стала вообще одним из символов России, мелодия и сама песня исполняется повсеместно, как в России, так и во многих зарубежных странах.
Другая известнейшая песня «Летят перелётные птицы» (в соавторстве с М. В. Исаковским) — сильнейшей патриотической направленности.

## Семья
- Первая жена — Нина Эрнестовна Шван, балерина.
  - Сын — Владимир Матвеевич Блантер, журналист (писал под псевдонимами Владимир Полынин и Владимир Долинин). Ему посвящены песни Матвея Блантера на стихи М. В. Исаковского «Под звёздами балканскими»[12] и «Колыбельная».
    - Внучка — Татьяна Владимировна Бродская.
- Младший брат — Яков Исаакович Блантер, пропал без вести в группе оркестра НКО близ города Вязьма в октябре 1941 года[13].
- Дядя — Евсей Борисович Блантер (1882—1938), был арестован и расстрелян 4 июля 1938 года[14]
- Двоюродный брат — Михаил Евсеевич Блантер, доктор технических наук, металловед.

## Награды и звания
- Герой Социалистического Труда (1983)
- Заслуженный деятель искусств РСФСР (1947)[15]
- Народный артист РСФСР (1965)[16]
- Народный артист СССР (1975)
- Сталинская премия второй степени (1946) — за песни «Под звёздами балканскими», «В путь-дорожку дальнюю», «Моя любимая», «В лесу прифронтовом»
- Два ордена Ленина (1973, 1983)
- Орден «Знак Почёта» (1967)
- Медаль «За доблестный труд в Великой Отечественной войне 1941—1945 гг.»
- Медаль «За доблестный труд. В ознаменование 100-летия со дня рождения Владимира Ильича Ленина»
- Медаль «Тридцать лет Победы в Великой Отечественной войне 1941—1945 гг.»
- Медаль «Сорок лет Победы в Великой Отечественной войне 1941—1945 гг.»
- Медаль «В память 800-летия Москвы»

## Известные произведения

### Песни
- «Сильнее смерти» (танго) (1922)
- «Фудзияма» (песня-фокстрот) (1922)
- «Джон Грей» (песня-фокстрот) (1923)
- «Багдад» (песня-фокстрот)
- «Утро и вечер» (песня-фокстрот)
- «Песня о Магнитогорске» (1931)
- «Мальчишку шлёпнули в Иркутске» (1931)
- «Партизан Железняк» (1932)
- «Песня о Щорсе» (1935)[17]
- «Молодость» (1937)
- «Сталин — наша слава боевая» (1937)
- «В путь-дорожку дальнюю» (1937)
- «С нами поёт вся страна» (1937)
- «На просторах родины чудесной» (1938)
- «Футбольный марш» (1938)
- «Катюша» (1938)
- «Казаки-казаченьки» (1939)
- «Грустить не надо» (фокстрот) (1940)
- «До свиданья, города и хаты» (1941)
- «Ростов-город» (1941)
- «Моя любимая» (1942)
- "Штурвальный с «Марата» (1942)
- «Жди меня» (1942)
- «В лесу прифронтовом» (1943)
- «Песня военных корреспондентов» (1943)
- «Огонёк» (1943)
- «Сады-садочки» (1943)
- «Полюбила я парнишку» (1944)
- «Как служил солдат» (1944)
- «Под звёздами балканскими» (1944)
- «Враги сожгли родную хату» (1945)
- «Лучше нету того цвету» (1946)
- «В городском саду» (1947)
- «Песня единства» (1947)
- «Пшеница золотая» (1947)
- «Солнце скрылось за горою» (1948)
- «Урожайная» (1948)
- «Летят перелётные птицы» (1949)
- «Песня о Ленине» (1954)
- «Нам хорошо живётся» (1956)
- «Мы идём от заводов и пашен» (1958)
- «Песня о Хиросиме» (1959)
- «Москва — Венера, далее везде» (1961)
- «Присядем, друзья, перед дальней дорогой» (1962)
- «Горская песня о Ленине» (1962)
- «Пушки молчат дальнобойные» (1963)
- «Не скажу» (1964)
- «Черноглазая казачка» (1966)
- «Кони-звери» (1966)
- Цыганские песни (5) (1966)
- «Держит молодёжь равнение» (1967)
- Цикл песен (5) на слова Б. Окуджавы (1967)
- "Возвращение"
- «Летняя песенка»
- «Улица Горького»
- «Песня о Праге»
- «Токио — Москва»
- «Подари мне на прощанье»
- «Кружатся пары»
- «У колодца»
- «Дальний путь, полёт орлиный»
- «Ранним утром в 45-м завершив Победой трудную войну» (впоследствии — Гимн ГСВГ)[18]
- Детские песни на слова С. Маршака, С. Михалкова, В. Лебедева-Кумача

Песни Блантера написаны на слова М. С. Голодного, В. И. Лебедева-Кумача, А. А. Коваленкова, Е. А. Долматовского, К. М. Симонова, А. А. Суркова, И. Л. Сельвинского, М. А. Светлова, А. И. Фатьянова, С. Г. Острового, В. А. Луговского, М. Л. Матусовского, Р. Г. Гамзатова, Е. А. Евтушенко, А. В. Софронова, В. А. Лифшица и других поэтов. Более 20 песен созданы в содружестве с М. В. Исаковским. Многие из стихов написаны сначала как самостоятельные произведения, но славу им принесла именно одноимённая песня.

### Оперетты
- «Сорок палок» (1924)
- «Нос президента» (1926)
- «На берегу Амура» (1938, поставлена в 1939, Московская оперетта)

### Музыка к спектаклям
- «Город» в постановке К. Я. Голейзовского (Москва, 1924)
- «Времена года» (песенки к спектаклю, Ленинградский театр миниатюр, 1956)
- «Москва — Венера, далее везде» (Московский мюзик-холл, 1961)
- «Тик-так, тик-так…» (Московский мюзик-холл, 1963).

## Фильмография
- 1951 — Спортивная честь
- 1954 — Об этом забывать нельзя
- 1975 — Любовь останется (фильм-спектакль) — музыка песен
- 1982 — Любимые песни (короткометражный) — музыка песен
- 1983 — А также цирк (документальный) — музыка песен
- 1997 — Дневная обязанность (фильм-спектакль) — музыка песен

## Интересные факты
- В России 8 июля 2009 года футбольная премьер-лига на своём заседании приняла решение отказаться от использования знаменитого «Футбольного марша» Матвея Блантера из-за конфликта по поводу авторских прав между РФПЛ и Российским авторским обществом[20]. Ситуацию спасла правообладатель — Татьяна Владимировна Бродская, внучка Блантера, разрешившая исполнять «Футбольный марш» бесплатно[21].